# Strada statale 31 (Polonia)
La strada statale 31 (sigla DK 31, in polacco droga krajowa 31) è una strada statale polacca che attraversa il Paese da Stettino a Słubice.